# Norrdal
Norrdal är ett naturreservat i Piteå kommun i Norrbottens län.
Området är naturskyddat sedan 1997 och är 0,5 kvadratkilometer stort. Reservatet omfattar sydöstra delen av Sommarberget, en bäck och våtmark därnedanför samt ytterligare en höjd och våtmark österut. Reservatet skog består av tallskog och sumpskog. 